# Cadillac Brougham
Cadillac Brougham - задньоприводна модель автомобіля марки автомобіля Cadillac, що вироблялась з 1986 по 1992 рік.

## Опис

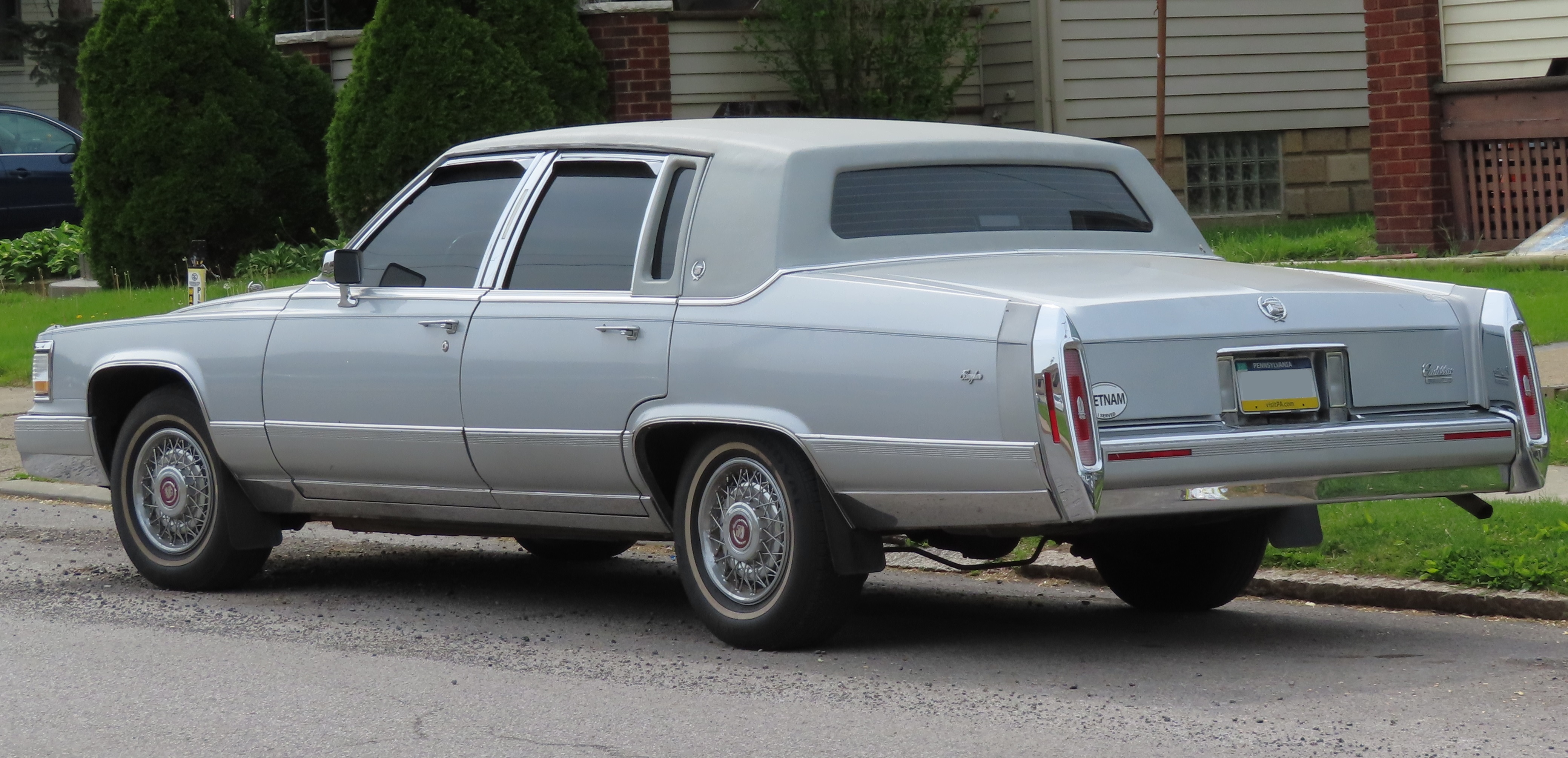

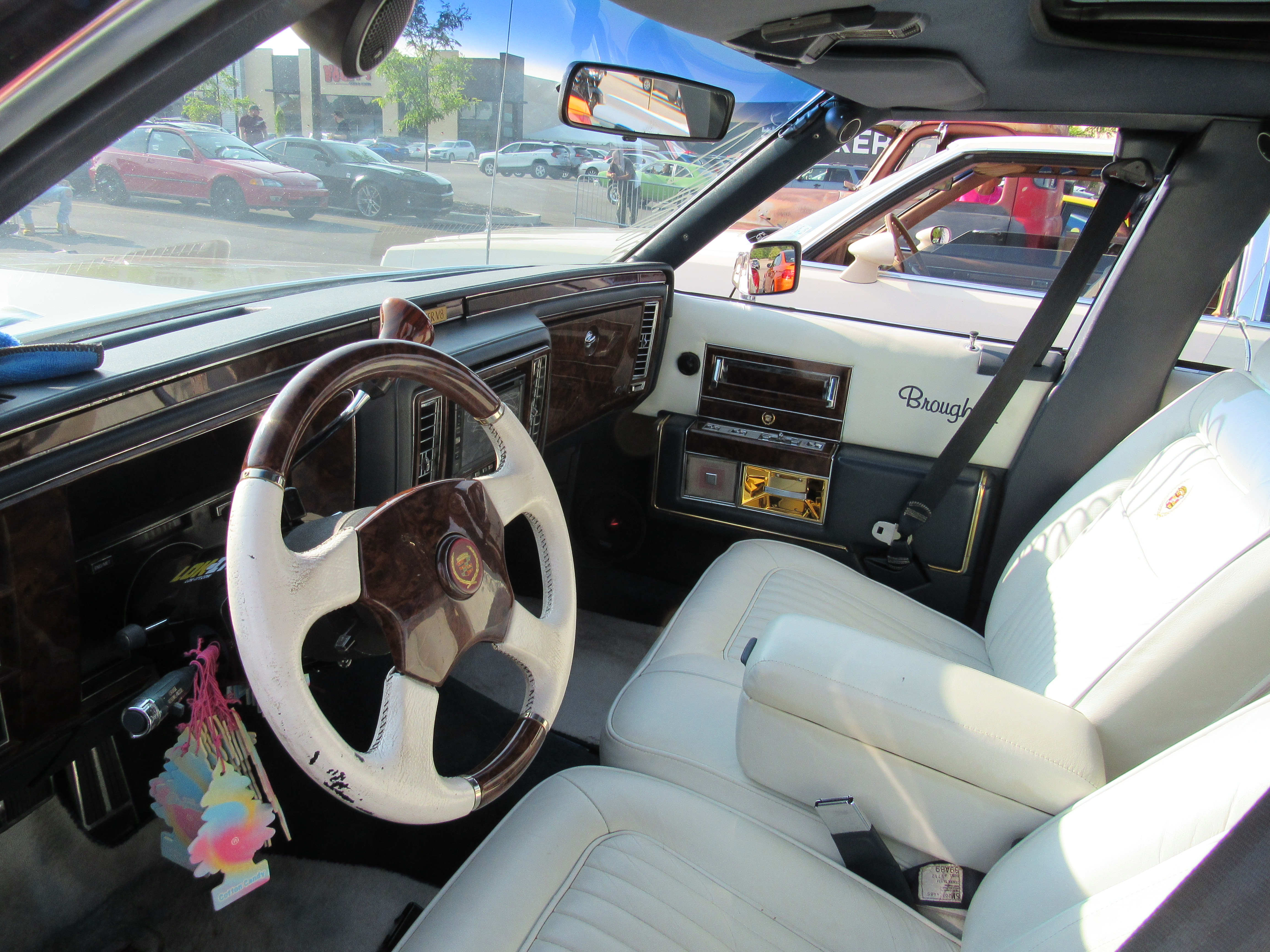

В 1985 році Cadillac Fleetwood зменшився в розмірах і перейшов на передньоприводну платформу C-body (поряд з Cadillac DeVille), колишній Cadillac Fleetwood Brougham виготовлявся в якості окремої моделі в модельному ряді Cadillac до 1986 року. В 1986 році модель стала називатися Cadillac Brougham. Автомобіль являє собою велику модель із заднім приводом збудовану на платформі D-body.
Автомобіль протримався в виробництві до 1992 року і був замінений новою задньоприводною моделлю Cadillac Fleetwood, збудованою на платформі D-body, яка була пов'язана з Chevrolet Caprice.

### Двигуни
- 5.0 L L02 V8
- 5.0 L Chevrolet V8
- 5.7 L L05/LLO V8